# Возложение тернового венца (картина Тициана)
«Возложение тернового венца» (итал. Incoronazione di spine) — картина венецианского художника Тициана, написанная в 1542—1543 годах. Находится в Лувре. Изображает момент возложения римскими воинами тернового венца на голову Христа во время поругания.

## История
Картина была написана для капеллы доминиканского монастыря Санта-Мария-делле-Грацие в Милане по заказу местного братства. Именно здесь находится знаменитая фреска Леонардо да Винчи «Тайная вечеря». В 1797 году, после захвата Милана во время Наполеоновских войн, картина была перевезена в Париж. В настоящее время она выставлена в 711-м зале на первом этаже галереи Денон в Лувре.